# Klein Beuchow
Klein Beuchow, niedersorbisch Buchojc, ist ein Gemeindeteil von Groß Beuchow, einem Ortsteil der Stadt Lübbenau/Spreewald im Landkreis Oberspreewald-Lausitz in Brandenburg. Bis zum 26. Oktober 2003 war Klein Beuchow ein Ortsteil der damaligen Gemeinde Groß Beuchow und wurde vom Amt Lübbenau/Spreewald verwaltet, bis zum 1. Januar 1956 war der Ort eine eigenständige Gemeinde. Am 31. Dezember 2022 hatte Klein Beuchow 170 Einwohner.

## Lage
Klein Beuchow liegt in der Niederlausitz zwischen dem Naturpark Niederlausitzer Landrücken im Westen und dem Spreewald im Nordosten. Die Altstadt von Lübbenau ist knapp vier Kilometer Luftlinie entfernt. Umliegende Ortschaften sind Krimnitz im Norden, Zerkwitz im Nordosten, Klein Klessow im Südosten, Eisdorf im Süden, Groß Beuchow im Westen und Klein Radden im Nordwesten.
Klein Beuchow liegt an der Landesstraße 526 zwischen Luckau und Lübbenau und direkt an der Anschlussstelle Lübbenau der Bundesautobahn 13 (Dresden–Berlin). Klein Beuchow gehört zum amtlichen Siedlungsgebiet der Sorben/Wenden.

## Geschichte
Klein Beuchow wurde erstmals am 19. November 1450 in einer Urkunde als Weynigen Bichow erwähnt. Im Lübbenauer Schöffenbuch von 1483 wird der Ortsname Cleyne Beychow und in einer Urkunde von 1527 Klein Beicho geschrieben. Der Ortsname leitet sich, wie auch bei Groß Beuchow, von dem Personennamen „Bych“ ab. Rudolf Lehmann beschreibt die Siedlungsstruktur als Halbrundling.
Historisch war Klein Beuchow ein Teil der Standesherrschaft Lübbenau und gehörte zum im 14./15. Jahrhundert entstandenen Calauischen Kreis in der Markgrafschaft Niederlausitz. Das Gut war ab 1450 im Besitz der Herren von Buxdorf zu Bornsdorf. 1527 gehörte der größte Teil (außer zwei Bauernhufen) von Klein Beuchow der Familie Zur Mühlen, die beiden Bauernhufen blieben bei der Familie von Buxdorf und wurden später an die Grafenfamilie zu Lynar verpfändet. Im Jahr 1635 kam die Niederlausitz zum Kurfürstentum Sachsen. Im Jahr 1708 bestand Klein Beuchow aus fünf Bauernhufen, drei Kossäten und drei Büdnern. Die zuvor den Herren zur Mühlen gehörenden Teile des Gutes kamen 1721 zunächst in den Besitz der Familie von Loeben, seit 1747 war Klein Beuchow vollständig im Besitz der Grafen zu Lynar. Das Kurfürstentum Sachsen wurde 1806 zum Königreich erhoben.
Für das Jahr 1810 sind in Klein Beuchow sechs Ganzbauern, zwei Halbbauern, drei Kossäten und sechs Häusler bzw. Büdner verzeichnet. Nach der auf dem Wiener Kongress beschlossenen Teilung des Königreiches Sachsen kam Klein Beuchow zum Königreich Preußen. Bei der Gebietsreform im Jahr 1816 wurde das Dorf dort dem Landkreis Calau in der Provinz Brandenburg zugeordnet. 1823 bestand die Bevölkerung aus einem Erbkrüger, sieben Bauern, einem Halbbauer, sieben Kossäten und zwei Büdnern. Für die Jahre 1818, 1846 und 1864 ist eine Windmühle verzeichnet, im Jahr 1840 zusätzlich eine Ziegelei. Bei der Volkszählung am 1. Dezember 1871 hatte die Landgemeinde Klein Beuchow 168 Einwohner in 35 Haushalten; von den Einwohnern waren 27 jünger als zehn Jahre und alle Einwohner waren evangelisch-lutherischer Konfession. Kirchlich gehört Klein Beuchow seit jeher zur Kirchengemeinde Zerkwitz im heutigen Kirchenkreis Niederlausitz.

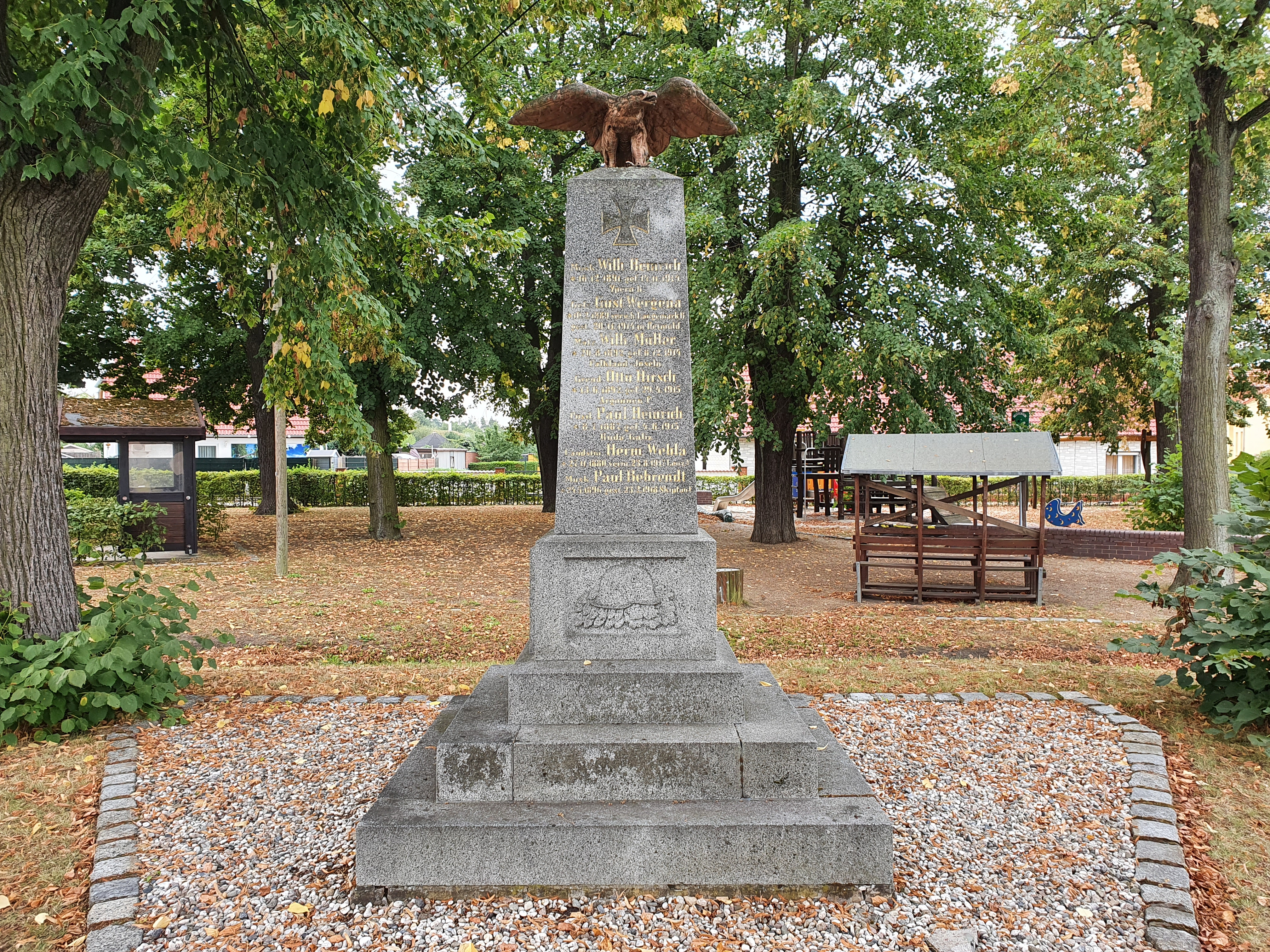
Gefallenendenkmal

Bis zu Beginn des 20. Jahrhunderts sank die Einwohnerzahl in Klein Beuchow auf 141, kurz vor Beginn des Zweiten Weltkrieges hatte das Dorf 162 Einwohner. Nach Kriegsende wurde die Familie zu Lynar enteignet und das Land ging in Volkseigentum über. Klein Beuchow wurde sowjetisch besetzt und war ab 1949 Teil der DDR. Am 1. Juli 1950 wechselte die Gemeinde aus dem Landkreis Calau in den Landkreis Lübben (Spreewald). Bei der umfassenden Gebietsreform am 25. Juli 1952 wurde Klein Beuchow schließlich dem Kreis Calau im Bezirk Cottbus zugeordnet. Am 1. Januar 1956 wurde Klein Beuchow in die Nachbargemeinde Groß Beuchow eingegliedert und war fortan ein Ortsteil dieser Gemeinde. Die Windmühle in Klein Beuchow brannte Mitte des 20. Jahrhunderts nieder.
Nach der Wiedervereinigung gehörte die Gemeinde Groß Beuchow mit dem Ortsteil Klein Beuchow zunächst zum Landkreis Calau in Brandenburg, der bei der Kreisreform im Dezember 1993 im neuen Landkreis Oberspreewald-Lausitz aufging. Bereits ein Jahr zuvor hatte die Gemeinde sich zur Erledigung ihrer Verwaltungsaufgaben dem Amt Lübbenau angeschlossen. Am 26. Oktober 2003 wurde die Gemeinde Groß Beuchow mit Klein Beuchow in die Stadt Lübbenau/Spreewald eingemeindet. Das Amt Lübbenau/Spreewald wurde an diesem Tag aufgelöst und Klein Beuchow erhielt den Status eines Gemeindeteils im Ortsteil Groß Beuchow.

## Bevölkerung
| Jahr | Einwohner |
| ---- | --------- |
| 1875 | 174       |
| 1890 | 161       |

| Jahr | Einwohner |
| ---- | --------- |
| 1910 | 147       |
| 1925 | 168       |

| Jahr | Einwohner |
| ---- | --------- |
| 1933 | 147       |
| 1939 | 162       |

| Jahr | Einwohner |
| ---- | --------- |
| 1946 | 165       |
| 1950 | 184       |

Gebietsstand des jeweiligen Jahres